# تپه دمان
تپه دمان مربوط به سدهٔ ۸–۶ ه.ق - عصر آهن است و در شهرستان ارومیه، بخش صومای برادوست، دهستان برادوست، روستای دمان قدیم واقع شده و این اثر در تاریخ ۲۵ آبان ۱۳۸۷ با شمارهٔ ثبت ۲۳۵۹۱ به‌عنوان یکی از آثار ملی ایران به ثبت رسیده است.